# Rodolfo Campodónico
Rodolfo Campodónico (Hermosillo, Sonora, el 3 de julio de 1866-Douglas, Arizona, el 7 de enero de 1926) fue un compositor musical de valses mexicano. Su nombre completo era Rodolfo Víctor Manuel Pío Campodónico Morales.

## Los inicios
Fue hijo del músico genovés, Juan Campodónico y María Dolores Morales. Desde los 7 años de edad, Rodolfo se unión a la orquesta de su padre, tocando el triángulo y luego el cornetín. También aprendió a tocar la flauta, el trombón, el chelo, el contrabajo y el clarinete. A los once años empezó a componer sus primeras piezas musicales.
De muy joven fundó orquestas en Hermosillo y Guaymas lo que lo forjó como Director de Orquesta. En 1910 fundó la Orquesta del Estado de Sonora con 40 músicos. Inició tocando en los parques de Hermosillo, y luego Guaymas. Después recorrió buena parte de México. 

## Su obra musical
Se estima que su obra se compone de más de 2,500 piezas musicales entre marchas, pasodobles y más de 1,000 valses, muchos de lo cuales ganaron fama nacional e internacional, como "Club Verde" y "Julia". Es uno de los compositores que aportaron composiciones de Vals en México. 

### Obras con nombre de mujer
- "Adelina"  (1901)
- "Amalia"
- "Blanca"
- "Catalina (1888)
- "Carmela"
- "Elenita"
- "Eloísa"
- "Emilia"
- "Eva"
- "Herminia" (1908)
- "Hortensia" (1908) dedicada a la hija de Francisco Escobar[1]
- "Isabel" (1900)
- "Julia"
- "Lolita"
- "Laura"
- "Lupe"
- "Luz"
- "Margot"
- "Mi güerita"
- "Natalia" (1900)
- "Rafaelita"
- "Rosalía"
- "Recuerdos de Virginia"

Su pasión por la política, aunque nunca fue político, influyó para que compusiera obras musicales con nombre con influencia de la política nacional, ya que en ése entonces las campañas antireeleccionistas estaban en su apogeo, y luego el triunfo de Francisco I. Madero, y el arribo de Venustiano Carranza a la Capital de Sonora.

### Obras con influencia política
- "Club Verde"
- "A las armas de Madero (1910)
- "Triunfo de Madero"
- "Himno Constitucionalista (1913) Marcha dedicada a Venustiano Carranza
- "Tierra Blanca"
- "La Nómina"

Se vio presionado políticamente. Emigró a Douglas Arizona en 1916, porque algunas de sus obras fueron prohibidas por cuestiones políticas de la época de la Revolución Mexicana. Cuando radicaba e los Estados Unidos, hizo presentaciones de su música por Arizona y Nuevo México. 

### Otras obras son
- "Aventura" (1887)
- "Amando" (1916)
- "Blanco y Negro" (1888) en alusión al baile local anual
- "En tu día"
- "Lágrimas de amor"
- "No hay de que" (1900)
- "No lo diga usted" (1912)
- "Pelotaris" (1904)
- "Siempre tú"
- "Tuya"
- "Tus ojos y proyectos"
- "Y te amo"

A la composición de "Club Verde", y Julia le fueron agregada letra y cantadas por Javier Solís.

## Algunos datos personales
Campodónico registró los derechos de autor de la mayoría de su obra musical en Boston. 
Se casó con Margarita Camou en 1895. Tuvo cuatro hijos. Se le conoció como el "Champ" por su tipo de personalidad. 